# Championnats du monde de triathlon en relais mixte 2025
Navigation
Édition précédente Édition suivante
Les championnats du monde de relais mixte 2025 organisé par la World Triathlon se tiennent à Hambourg en Allemagne le 13 juillet 2025. Compétition créée en 2009. Le titre se joue sur une épreuve unique qui se déroule lors d'une étape des séries mondiales de triathlon (WTCS) 2025.

## Résultat
Classement général du championnat du monde 2025.
| Rang               | Équipe | Temps           |
| ------------------ | --- | --------------- |
| Médaille d'or      | Australie | 1 h 16 min 52 s |
| Médaille d'or      | - Sophie Linn 0 h 20 min 20 s - Luke Willian 0 h 18 min 19 s - Emma Jeffcoat 0 h 20 min 21 s - Matthew Hauser 0 h 17 min 53 s         | 1 h 16 min 52 s |
| Médaille d'argent  | France | 1 h 16 min 55 s |
| Médaille d'argent  | - Léonie Périault 0 h 19 min 58 s - Yanis Seguin 0 h 18 min 41 s - Cassandre Beaugrand 0 h 20 min 3 s - Dorian Coninx 0 h 18 min 15 s | 1 h 16 min 55 s |
| Médaille de bronze | Allemagne | 1 h 16 min 59 s |
| Médaille de bronze | - Lisa Tertsch 0 h 20 min 2 s - Lasse Nygaard Priester 0 h 18 min 22 s - Tanja Neubert 0 h 20 min 25 s - Henry Graf 0 h 18 min 12 s   | 1 h 16 min 59 s |
| 4                  | Royaume-Uni | 1 h 17 min 15 s |
| 4                  | - Beth Potter 0 h 20 min 4 s - Michael Gar 0 h 18 min 26 s - Olivia Mathias 0 h 20 min 18 s - Connor Bentley 0 h 18 min 29 s          | 1 h 17 min 15 s |
| 5                  | Suisse | 1 h 17 min 21 s |
| 5                  | - Alissa König 0 h 20 min 23 s - Adrien Briffod 0 h 18 min 13 s - Cathia Schär 0 h 20 min 16 s - Simon Westermann 0 h 18 min 31 s     | 1 h 17 min 21 s |
| 6                  | Hongrie | 1 h 17 min 25 s |
| 6                  | - Márta Kropkó 0 h 20 min 17 s - Márk Dévay 0 h 18 min 34 s - Fanni Szalai 0 h 20 min 3 s - Csongor Lehmann 0 h 18 min 33 s           | 1 h 17 min 25 s |
| 7                  | Canada | 1 h 17 min 51 s |
| 7                  | - Emy Legault 0 h 20 min 19 s - Tyler Mislawchuk 0 h 18 min 11 s - Sophia Howell 0 h 20 min 38 s - Charles Paquet 0 h 18 min 44 s     | 1 h 17 min 51 s |
| 8                  | États-Unis | 1 h 17 min 52 s |
| 8                  | - Taylor Spivey 0 h 20 min 7 s - Chase McQueen 0 h 18 min 36 s - Erika Ackerlund 0 h 20 min 7 s - John Reed 0 h 19 min 3 s            | 1 h 17 min 52 s |
| 9                  | Nouvelle-Zélande | 1 h 18 min 2 s  |
| 10                 | Espagne | 1 h 18 min 11 s |
| 11                 | Portugal | 1 h 18 min 11 s |
| 12                 | Pays-Bas | 1 h 19 min 16 s |
| 13                 | Brésil | 1 h 19 min 40 s |
| 14                 | Japon | 1 h 19 min 50 s |
| 15                 | Italie | 1 h 20 min 27 s |
| 16                 | Belgique | 1 h 20 min 42 s |
| 17                 | Tchéquie | 1 h 20 min 51 s |
| 18                 | Autriche | DSN             |
| 18                 | Danemark | LAP             |
| 18                 | Mexique | LAP             |
| 18                 | Irlande | LAP             |